# جرن الصلول (الرضمة)

تعديل مصدري - تعديل

جرن الصلول محلة تابعة لقرية الاجلب، التابعة لعزلة أزال بمديرية الرضمة إحدى مديريات محافظة إب في الجمهورية اليمنية.، بلغ تعداد سكانها 172 حسب تعداد اليمن لعام 2004.